# Narvik Lufthavn, Framnes
 Ikke at forveksle med Harstad/Narvik Lufthavn, Evenes.
Narvik Lufthavn, Framnes (IATA: NVK, ICAO: ENNK) var 1972-2017 en flyveplads i Narvik i Norge som var ejet og drevet af Avinor. Lufthavnen var mindre end den almindelige rute lufthavnen, Harstad/Narvik Lufthavn, Evenes i nabokommunen Evenes, ca 79 km fra Narvik. Framnes lå 2 km uden for centrum, ved Ofotfjorden. Fra lufthavnen afgik daglig flyforbindelser til Bodø og Svolvær.
Framnes betjente 27.142 passagerer i 2014.
Narvik blev betjent med vandfly fra 1935 til 1939 og fra 1946 til 1971. Planlægningen af Evenes startede i 1950-erne; i slutningen af 1968 foreslog Narvik kommune at bygge både en kortbaneflyveplads og en større flyveplads. Framnes blev færdiggjort i 1972, et år før Evenes, og rutetrafikken startede den 1. oktober 1975. Terminalbygningen stod færdig i 1986, og flyvepladsen blev overtaget af Luftfartsverket i 1997. Widerøe har opereret fra flyvepladsen siden åbningen, undtaget 2003–2006, da Kato Air havde anbudet (koncessionen).
Lufthavnen blev nedlagt den 1. april 2017 og flyvepladsen havde sin sidste ruteflyvning til Bodø den 31. marts 2017. En aftale mellem Samferdselsdepartementet og Narvik kommune fra 24. maj 2012, bestod i at bygge Hålogalandsbrua mod, at lufthavnen blev nedlagt. Broen blev åbnet af statsminister Erna Solberg den 9. december 2018. Den  forkortede kørelængden til Harstad/Narvik Lufthavn, Evenes med 18 km (fra 75 km til 57 km) og rejsetiden med 20 minutter (fra 70 til 50 minutter).
Widerøe opererede fra flyvepladsen i hele driftsperioden, undtagen 2003–2006, da Kato Air havde anbudet. Lufthavnen var ejet og drevet af Narvik kommune i perioden i perioden 1972–1997 og af Avinor i perioden 1997–2017.

## Historie
Første gang, Narvik fik besøg af fly, var 22. juli 1922, da de to vandfly "F.56" og "F.58" af typen Hansa-Brandenburg W.33 fra Marinens Flyvevæsen landede i Narvik havn og lagde til ved Bjørnstadkaien. Flyene var på tur syd over fra Kirkenes til Horten, og skulle videre til Bodø efter Narvik. I juni 1928 fik Narvik en række flybesøg i forbindelse med søgningen efter Umberto Nobile, som var savnet under sit forsøg på at nå Nordpolen med luftskibet "Italia". Et af flyene var "Uppland", en Junkers G 24, ejet af det svenske flyselskab AB Aerotransport, som landede i Narvik havn på vej nord over til Svalbard for at undsætte Nobile.
I 1929 lod sildeoliefabrikken Mercur i Harstad anskaffe en De Havilland DH60M Moth fra Storbritannien. Den 5. august 1929 kom flyet på besøg til Narvik for at vises for byens befolkning. Det blev også tilbudt taxiflyvninger over byen til en pris af 15 kroner for 20 minutter. 23. august samme år kom Narvik-kvinde Gidsken Jakobsen forbi med sit eget fly "Måsen", en VL Sääski II bygget i Helsingfors. "Måsen" kunne tage 4 passagerer og kunne bruges til daglige taxiture over byen.

### Vandfly
Den første ruteflyvning til Narvik blev udført af Det Norske Luftfartselskap i 1935. Flyvningen blev udført med en Junkers W 34 som fløj kystruten mellem Bergen og Tromsø, og som mellemlandede i Narvik. Ruten fortsatte til 1939, da den blev lukket på grund af udbruddet af 2. verdenskrig. Ruten blev genoptaget i 1946 og blev der efter fløjet med en Junkers Ju 52. Vandflyvepladsen bestod af en flydebro i havnen og var kun operativ om sommeren. Widerøe begyndte at flyve til Narvik i 1951, først via Svolvær til Bodø. SAS, som efterfulgte DNL, standsede sine vandflyruter året efter og overlod dem til Widerøe. Widerøe opererede ruten med Noorduyn Norseman og DHC-3 Otter. Vandflyhavnen i Narvik havde 6.139 passagerer i 1959.
Et eget Narvikbaseret flyselskab, Polarfly, eksisterede i 1940-erne, indtil det blev købt op af Widerøe.

### Etablering
Harstad-Narvikområdet var blevet foreslået som en mulig placering af Bardufoss flystasjon da den blev planlagt i slutningen af 1930-erne. Bardufoss blev imidlertid valgt på grund af sin strategisk gunstige beliggenhed. I 1950-erne startede diskussionen om at bygge en ny lufthavn mellem Bodø og Tromsø. I Narvik startede arbejdet med at planlægge en flyveplads i Evenes, som blev godkendt af Narvik bystyre i februar 1951. Det blev også overvejet at bygge lufthavne flere andre steder, som for eksempel Herjangfjellet, Elvgårdsmoen, Håkvikleira og Vidrek. En vigtig sag for Narvik blev da bygningen af Rombaksbrua, som skulle give fast vejforbindelse og nedskære rejsetiden til Evenes. Den civile del af Bardufoss lufthavn blev åbnet i 1956 og betjente området fra Tromsø og syd over til Ofoten og Narvik. Rejsetiden for rejser til Bardufoss var da tre timer fra Narvik.
Efter ønske fra samferdselskomiteen på Stortinget blev et flyvepladsudvalg nedsat i 1962 for at udrede spørgsmålet om en videre udbygning af flyvepladser i Norge. Udvalget skulle også komme med forslag til hvor i landet, der burde bygges nye flyvepladser, hvilke tekniske og andre krav som skulle stilles til sådanne pladser. Udvalget anbefalede at bygge ni nye mellemstore lufthavne i Norge, og at Evenes og Kristiansund Lufthavn, Kvernberget blev prioriteret højst. Udvalget argumenterede for at bygge flyvepladsen på Evenes på grund af beliggenheden. Til trods for, at den nye flyveplads ville ligge lidt nærmere Harstad end Narvik, ville den medføre kortere rejsevej fra Narvik, end det var at rejse til nærmeste flyveplads i Bardufoss. På et fælles møde 11. maj 1965 mellem elleve kommuner i Sør-Troms og Ofoten, blev der vedtaget enstemmigt støtte til Evenes som ny lufthavn. Kommunerne etablerede en komité, som skulle udarbejde en rapport og levere denne til regeringen. Rapporten blev afleveret i juni 1966 og konkluderede, at det ville være muligt at have en lufthavn færdig inden 1968.
Flyselskaberne Braathens SAFE og Widerøe foreslog begge et rutenet med en kombination af stamruter og tilførselsruter, baseret på kortbaneflyvepladser. Da Håkon Kyllingmark blev udnævnt til samfærdselsminister i 1965, lagde han planen om at udbygge primærflyvepladserne på is og ville i stedet fokusere på bygning af kortbaneflyvepladser. Dette førte til en lokal interesse for at gå videre med en flyveplads på Kvæfjordeidet eller Vidrek, efter initiativ fra Widerøe. Flere næringsinteresser i Narvik støttede en flyveplads ved Vidrek, mens deres kolleger i Harstad støttede en flyveplads på Evenes. Narvik kommune fortsatte at støtte Evenes, indtil det i stedet blev foreslået at bygge Evenes lufthavn som en kortbaneflyveplads. De vedtog i februar 1968 at fortsætte at støtte Evenes som en primær flyveplads samtidig, som de ønskede at arbejde for en kortbaneflyveplads i Narvik.
Planlægning af en flyveplads på Vidrek startede i 1968 og i begyndelsen af 1969 blev selskabet A/S Narvik Flyplass etableret. Der blev arrangeret flere møder med departementet, hvor det blev fastslået at planlægningen måtte vente indtil, at der blev udarbejdet en plan for udbygningen af flyvepladsnettet i Nordland. Kyllingmark udtalte i 1970, at han havde til hensigt at lade Narvik få en egen kortbaneflyveplads. Gennembruddet for Narvik lufthavn kom, da mineselskabet LKAB, som eksporterede malm via Narvik, havde behov for et sted at dumpe løsmasser. Det blev indgået en aftale med kommunen, hvor denne fik løsmasserne gratis og placerede disse på Framneslia, en jordlod som var ejet av LKAB. Kommunestyret godkendte i juli 1971 planer om at bygge en kortbaneflyveplads på Framneslia, med en aftale om at få gratis leje af jorden i 13 år. Den nye flyveplads fik koncession på at drive en passagerflyveplads fra regeringen i starten af 1972 og teknisk godkendelse fra Luftfartsverket blev givet i august samme år.

### I drift
Harstad/Narvik lufthavn, Evenes åbnede 30. juni 1973. I starten blev Framnes kun benyttet til generel luftfart, men i slutningen af 1974 godkendte Stortinget at flyvepladsen blev brugt til koncessionsruter. 1. oktober 1975 startede ruteflyvninger fra Framnes. Den oprindelige terminalbygning var et bolighus, som havde været i vejen for rullebanen og var blevet flyttet for at bruges som terminalbygning. Rutetrafikken blev betjent af Widerøe med en 19-sæders Twin Otter med ruter til Bodø Lufthavn; Harstad/Narvik lufthavn, Evenes; Svolvær Lufthavn, Helle og Stokmarknes Lufthavn, Skagen Lufthavnen havde 19.135 passagerer i 1985.
En ny terminal åbnede 24. september 1986 og kostede 7 millioner kroner; omkostningerne blev fordelt mellem staten (75 %) og kommunen (25 %). Den nye terminal var på 400 m² og kontroltårnet blev udvidet med 100 m². Flyvepladsen manglede en garage for at huse en brandbil, så en kommunal brandbil måtte køres 2,4 km til flyvepladsen hver gang, et fly landede. Den opgraderede terminal tillod Widerøe at bruge 50-passagerers de Havilland Canada Dash 7 på ruterne til Narvik.
Widerøe begyndte at bruke Dash 8 på sine ruter til Narvik i perioden mellem 1993 og 1995, efter som selskabet skulle udbytte de ældste af sine fly. Flyvepladsen blev overtaget af staten og Luftfartsverket (senere Avinor) 1. januar 1997. Ruterne til Narvik lufthavn, Framnes blev koncessionsruter med støtte fra Samferdselsdepartementet fra 1. april 1997, hvor Widerøe vandt den første udbudsrunde. I den tredje udbudsrunde vandt Kato Air retten til at flyve mellem Narvik og Bodø. De startede at beflyve turen 1. april 2003 med sine Fairchild Dornier 228. I marts 2004 trak Kato Air sig fra kontrakten med virkning fra 8. marts 2005. Departementet udlyste derfor en ny udbudsrunde, men fik ingen tilbud. Departementet blev tvunget til at genforhandle kontrakten med Kato Air; det resulterede i, at selskabet fik øget tilskuddet fra 8 til 18,2 millioner kroner for de sidste 13 måneder. Efter, at Kato Air overtog ruten i 2003, var antallet af rejsende blevet halveret. Widerøe vandt på ny udbudsrunden til Narvik fra 1. april 2006.
Udbuddet gældende fra 1. april 2012 blev tildelt Danish Air Transport og omfattede ruterne til Svolvær, Leknes, Røst og Narvik. To uger før, at flyvningerne skulle starte, sagde Luftfartstilsynet, at DAT ikke opfyldte kravene til sikkerhed, hvilket resulterede i, at Widerøe i stedet blev tildelt kontrakten. Den vigtigste grund var, at DAT ikke kunne nå at skaffe landingssystemet SCAT-I, før anbudet startet. Selskabet hævdede, at det ville tage 8 måneder at installere systemet, men fik tildelt kontrakten blot 8 uger før udbudsperioden startede. DAT udtalte at indførelsen af SCAT-I-systemet havde resulteret i et de facto monopol for Widerøe. DAT sagsøgte departementet for brud på udbudsreglerne, men tabte retssagen.

### Nedlæggelse
Lufthavnen er blevet foreslået nedlagt flere gange. Dette blev første gang foreslået i 2002, der de tre lufthavne Vardø, Narvik og Fagernes blev foreslået nedlagte på bakgrund af udredninger af Luftfartsverket. Ved stortingsbehandlingen bad Stortinget om, at spørgsmålet om fremtidig regional lufthavnsstruktur blev behandlet ved beslutningen om en Nasjonal transportplan. Stortinget lagde til grund, at hver enkelt lufthavn, som foreslås nedlagt, måtte vurderes i lys af de totale samfundsmæssige hensyn, og at det ved nedlæggelser skulle føres en tæt dialog med berørte parter, samt at nedlægninger blev kompenseret gennem afbødende tiltag.
I NTP 2006–2015 blev det igen foreslået at nedlægge lufthavnene i Narvik og Fagernes.Dette blev derimod nedstemt af Stortinget. Komiteflertallet bad om, at næste beslutning om NTP måtte indeholde en mere grundig vurdering af luftfartens rolle i distrikterne og den enkelte lufthavns rolle i en total samfundsmæssig sammenhæng. I næste NTP (2010–2019) blev spørgsmålet om lufthavnstruktur ikke behandlet, fordi regeringspartnerne var enige om ikke at ændre denne i perioden.
Regeringen vedtog at bygge Hålogalandsbrua på betingelse af, at Narvik lufthavn, Framnes skulle nedlægges. Samfærdselsminister Magnhild Meltveit Kleppa sagde i 2010, at pengene, som kunne spares på at ikke opgradere sikkerhedszonen på rullebanen, samt bortfaldet af driftstilskuddet og subsidierne på koncessionsruten, ville hjælpe til at finansiere broen, som var beregnet til at koste 2,2 milliarder kroner. Broen vil betyde en forkortning af E6 på 18 km og en reduceret rejsetid på 20 minutter, til 61 km og 55 minutter. Bygningen af broen startede 18. februar 2013 og var planlagt til at åbne i sommeren 2017. Efter planen skulle Narvik lufthavn, Framnes nedlægges pr 1. april 2017, hvilket skete.

## Faciliteter
Rullebanen er asfalteret, måler 904 x 30 meter og har baneretningen 01–19, der begge retninger har 815 meter tilgængelig for afgang. Flyvepladsen ligger på Framnes, 2 km fra centrum. Flyvepladsen har taxaholdeplads, biludlejning og parkeringsplads for 40 biler.

## Trafik
Flyvepladsens eneste faste rute en en Widerøe-rute til Bodø, som beflyves tre gange om dagen med Dash 8-100. Ruten er en "udbudsrute" som er subsidieret af Samferdselsdepartementet. I 2014 rejste 27.142 passagerer gennem lufthavnen. Narvik lufthavn, Framnes er nærmeste flyveplads for indbyggere i Narvik og Ballangen kommuner samt dele af Tysfjord og Hamarøy kommuner. På grund af nærheden til den meget større Harstad/Narvik Lufthavn, Evenes, benyttes lufthavnen stort set kun af passagerer, som skal rejse til andre dele af Nordland.

### Ruter
|       | Flyselskab | Destinationer |
| ----- | ---------- | ------------- |
| Norge | Widerøe    | Bodø          |

### Statistik
| År   | Flybevægelser | Ændring (%) | Fragt og post (kg) | Ændring (%) | Passagerer totalt | Ændring (%) |
| ---- | ------------- | ----------- | ------------------ | ----------- | ----------------- | ----------- |
| 2014 | 2 658         | 11,1        | 601                | 84,5        | 27 197            | 7,1         |
| 2013 | 2 392         | 1,2         | 3 865              | 83,4        | 29 034            | 9,6         |
| 2012 | 2 422         | 3,1         | 23 263             | 12          | 32 128            | 1,6         |
| 2011 | 2 661         | 9,3         | 26 437             | 31,3        | 31 554            | 4,6         |
| 2010 | 2 933         | 2,7         | 20 137             | 7,6         | 33 059            | 2,7         |
| 2009 | 3 013         | 4,8         | 21 793             | 24,4        | 33 984            | 9,6         |
| 2008 | 3 164         | 7,0         | 28 808             | 36,5        | 37 606            | 9,0         |
| 2007 | 2 957         | 2,5         | 21 112             | 6,4         | 34 495            | 29,6        |
| 2006 | 3 033         | 9,1         | 19 834             | 435,3       | 26 616            | 93,3        |
| 2005 | 3 337         | 7,3         | 3 705              | 82,9        | 13 772            | 3,8         |

Alle tal er fra Avinor.